# 加林-库彭廷
加林-库彭廷是德国梅克伦堡-前波莫瑞州的一个市镇。总面积29.61平方公里，总人口534人，其中男性268人，女性266人（2011年12月31日），人口密度18人/平方公里。